# 尤氏視星鯰
尤氏視星鯰，為輻鰭魚綱鯰形目視星鯰科的其中一種，為熱帶淡水魚，被IUCN列為極危保育類動物，分布於南美洲厄瓜多爾Mira河及其太平洋沿岸淡水流域，體長可達11公分，棲息在底層水域，生活習性不明。

## 扩展阅读
維基物種上的相關：尤氏視星鯰